# Anwar al Farkadain
Anwar al Farkadain (η Ursae Minoris / η UMi / 21 Ursae Minoris) es una estrella en la constelación boreal de la Osa Menor. De magnitud aparente +4,95, se encuentra a 97 años luz del sistema solar. Su nombre, de origen árabe, significa «el más brillante de los dos becerros/terneros», en contraposición a Alifa al Farkadain, «el más tenue de los dos becerros», denominación que recibe la estrella ζ Ursae Minoris. Curiosamente Alifa al Farkadain es más brillante que Anwar al Farkadain.
Esta última es también conocida por el nombre de Alasco.
Anwar al Farkadain es una estrella blanco-amarilla de tipo espectral F5V —no muy diferente del Sol— aunque más caliente que él, con una temperatura de 6400 K. Su luminosidad, equivalente a 7,4 soles, es mayor de lo que cabría esperar para una estrella de su tipo espectral y temperatura, por lo que se piensa que está próxima a convertirse en una subgigante, es decir, una estrella que ha finalizado la combustión del hidrógeno.
Con un diámetro dos veces mayor que el del Sol, su masa se estima en torno a 1,4 masas solares.
A diferencia del Sol, cuya velocidad de rotación es de 2 km/s, Anwar al Farkaidan tiene una velocidad de rotación mucho mayor, de al menos 76 km/s, empleando menos de 1,4 días en completar una vuelta, tiempo mucho menor que el período de rotación solar de aproximadamente 27 días.